# Thomas Novak (Politiker)
Thomas Novak (* 1. November 1782 in Feldkirchen in Kärnten; † 5. Jänner 1860 ebenda) war ein österreichischer Unternehmer  und Politiker.

## Leben
Novak war der Sohn des Färbers, Gastwirts und Realitätenbesitzers Johann Lorenz Novak (1758–1840) und dessen Ehefrau Sophia geborene Obersteiner (1761–1801). Er war römisch-katholischer Konfession und heiratete am 3.-Februar 1806 in erster Ehe Anna Sommeregger verwitwete Rauchenwald (1772–1852). Aus der Ehe gingen keine Kinder hervor. Nach dem Tod der ersten Ehefrau heiratete er am 17. November 1859 Theresia Klaura (1822–1879). Aus der Beziehung entstand eine legitimierte Tochter.
Novak war Besitzer der Thomas Novak’schen Gewerkschaft in Feldkirchen, Betreiber eines Eisenhammers in Unterrain (heute Stadtgemeinde Feldkirchen) und Besitzer der Mautmühle. 
Er war Gemeinderat in Feldkirchen. Vom 17. Juli 1848 bis zu seinem Rücktritt am 18. August 1848 war er Abgeordneter im Provisorischen Kärntner Landtag.